# Oració a l'hort (El Greco, Budapest)

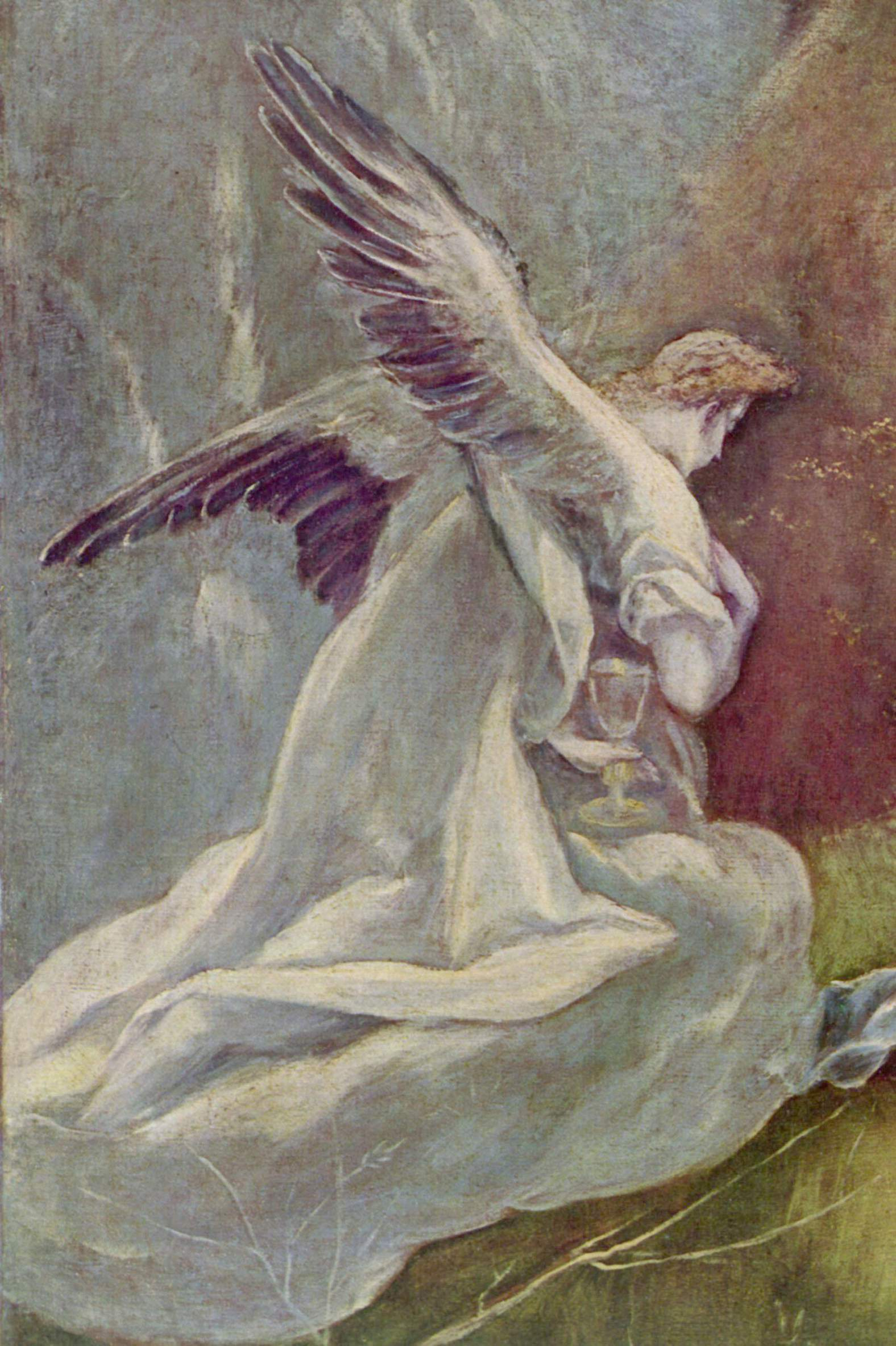
Detall de l'àngel, idèntic al de la Versió d'Andújar, i vestit d'un blanc resplendent.

L'Oració a l'hort de Getsemaní, que es troba al Museu de Belles Arts de Budapest, és una obra dEl Greco realitzada circa 1610. Aquest pintor va realitzar dues tipologies força diferents d'aquesta temàtica. El Tipus-I és la variant de format apaïsat, i el Tipus-II és la variant de format vertical. La versió de Budapest és estimada una bona còpia de l'Oració a l'hort (El Greco, Andújar), que és la millor de les quatre pintures conservades del Tipus-II.

## Temàtica de l'obra
L'Oració a l'hort de Getsemaní és un episodi descrit al quatre Evangelis canònics. A l'Evangeli segons Joan ［Jn 18:1-3］ hi ha una petita introducció, però és als tres Evangelis sinòptics on hi ha una relació dels fets esdevinguts a Getsemaní. El Greco segueix la narració de l'Evangeli segons Mateu ［Mt 26:36-46］ i de l'Evangeli segons Marc ［Mc 14:34-42］ - gairebé iguals- però hi afegeix importants elements de l'Evangeli segons Lluc ［Lc 22:39-46］ -al qual segueix quan representa Crist de genolls, i no pas prosternat com diuen els altres dos evangelistes. També segueix a Lluc quan pinta l'aparició d'un àngel. El mestre cretenc elimina tot signe d'angoixa física, i representa un Crist en éxtasi, tot i que l'àngel li presenta el Calze de la Passió.

## Anàlisi de l'obra
Oli sobre llenç; 170 x 112,5 cm.; 1610 circa; Museu de Belles Arts de Budapest; 
Signat amb lletres cursives gregues, a l'angle inferior dret: δομήνικος Θεοτοκóπουλος, εποíει.
Segons Harold Wethey, és una obra molt similar a la d'Andújar. La seva qualitat és elevada, i aquest crític creu que és atribuible al propi mestre cretenc. La procedència de la Catedral de Sigüenza és dubtosa, perquè no hi és mencionada per Antonio Ponz ni per Juan Agustín Ceán Bermúdez. El Dibuix de l'Oració a l'hort, podría ésser un esbós per a un dels llenços del mestre cretenc sobre aquesta temàtica.

## Procedència
- Catedral de Sigüenza ?
- Guerrara Jungairo, Lisboa.
- von Nemes, Budapest.
- venda a París; Manzi Galleries, 17-18 de 1913, núm. 35.
- Baró André Herzog, Budapest.[4]